# 梁籌庭
梁籌庭（Leung Chau-ting），約1950年出生，代表香港公務員工會的勞方權益總幹事，1990年代開始為香港初級公務員爭取合理工時及合理工資，是香港著名的工運人士。現時是香港公務員工會聯合會及香港文書職系公務員總會總幹事。
梁籌庭曾任勞工顧問委員會勞方委員20年，但在2016年11月落選（連任失敗）而離職。
梁認應該尊重平等，讓海外已婚的同性伴侶配偶可享有與異性戀已婚伴侶的配偶福利。